# Hendersonville (Tennessee)
Hendersonville is een plaats (city) in de Amerikaanse staat Tennessee, en valt bestuurlijk gezien onder Sumner County.

## Demografie
Bij de volkstelling in 2000 werd het aantal inwoners vastgesteld op 40.620.
In 2006 is het aantal inwoners door het United States Census Bureau geschat op 46.218, een stijging van 5598 (13.8%).

## Geografie
Volgens het United States Census Bureau beslaat de plaats een oppervlakte van
85,2 km², waarvan 70,8 km² land en 14,4 km² water. Hendersonville ligt op ongeveer 153 m boven zeeniveau.

## Plaatsen in de nabije omgeving
De onderstaande figuur toont nabijgelegen plaatsen in een straal van 16 km rond Hendersonville.